# سامر حسن
سامر حسن (انگلیسی: Samer Hassan؛ زادهٔ) دانشمند در زمینه زنجیره بلوکی اهل اسپانیا و از دانش‌آموختگان دانشگاه کمپلوتنسه مادرید و پژوهشگران هوش مصنوعی است.